# Élő Kisstadion
Az Élő Kisstadion a Tankcsapda együttes koncertfilmje, amely a Rockinform Special magazin 2009. novemberi Tankcsapda különszámának mellékleteként jelent meg. Azóta kereskedelmi forgalomban is kapható. A koncertre 2006. május 27-én került sor a budapesti Kisstadionban, a Mindenki vár valamiTour 2006 turné keretein belül.

## Dalok
1. Legyen köztünk híd
2. Rock and rollnak hívott
3. Gyűrd össze a lepedőt
4. Füst és lábdob
5. Szextárgy
6. Rock a nevem
7. Szívd
8. Baj van!!
9. Tetoválj ki
10. Mindenki
11. Agyarország
12. Kicsikét
13. Fordulj fel
14. Be vagyok rúgva
15. Adjon az ég
16. Mennyország Tourist
17. Johnny a mocsokban

## A zenekar
- Lukács László – basszusgitár, ének
- Molnár „Cseresznye” Levente – gitár, vokál
- Fejes Tamás – dobok